# Chondrostoma soetta
Chondrostoma soetta är en fiskart som beskrevs av Bonaparte, 1840. Chondrostoma soetta ingår i släktet Chondrostoma och familjen karpfiskar. IUCN kategoriserar arten globalt som starkt hotad. Inga underarter finns listade i Catalogue of Life.